# Schanze und Oppidum auf Schwaben (Jestetten-Altenburg)

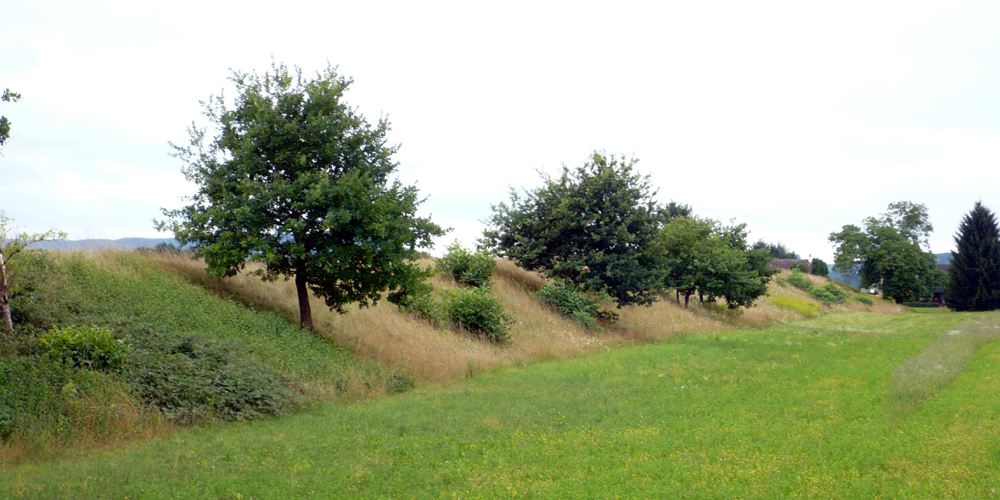
Die Schanz war der Keltenwall des Oppidums Altenburg

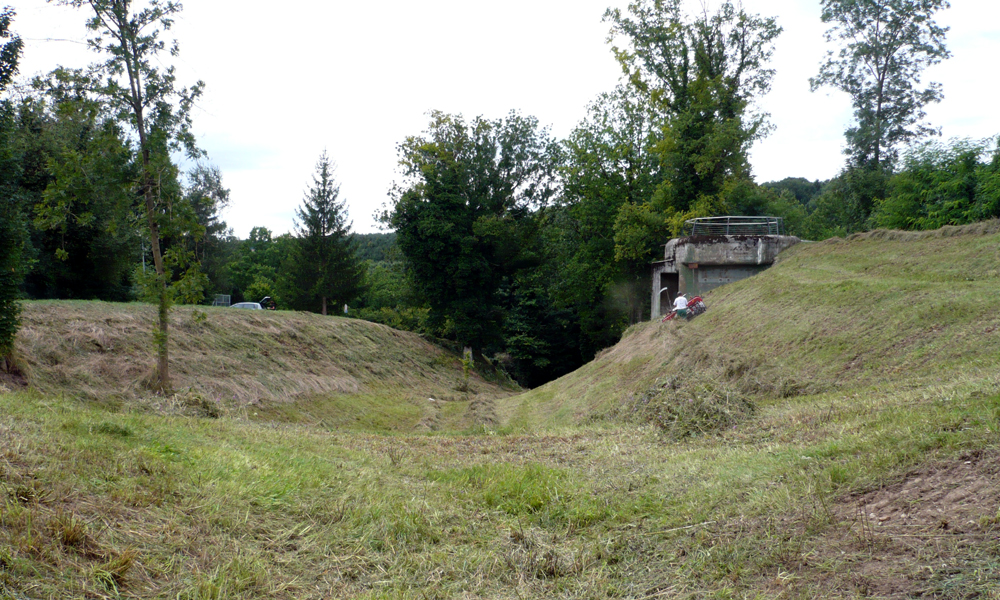
Der Keltenwall des Oppidums Rheinau, später auch mittelalterlicher Stadtgraben und im Zweiten Weltkrieg nochmals befestigt

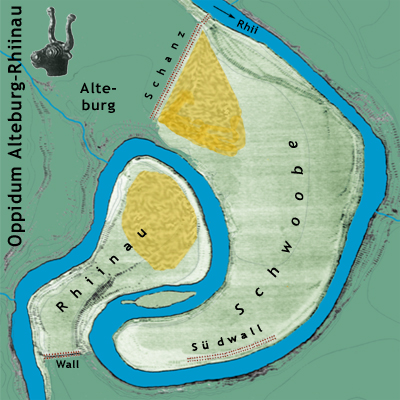
Karte des Oppidums Altenburg-Rheinau

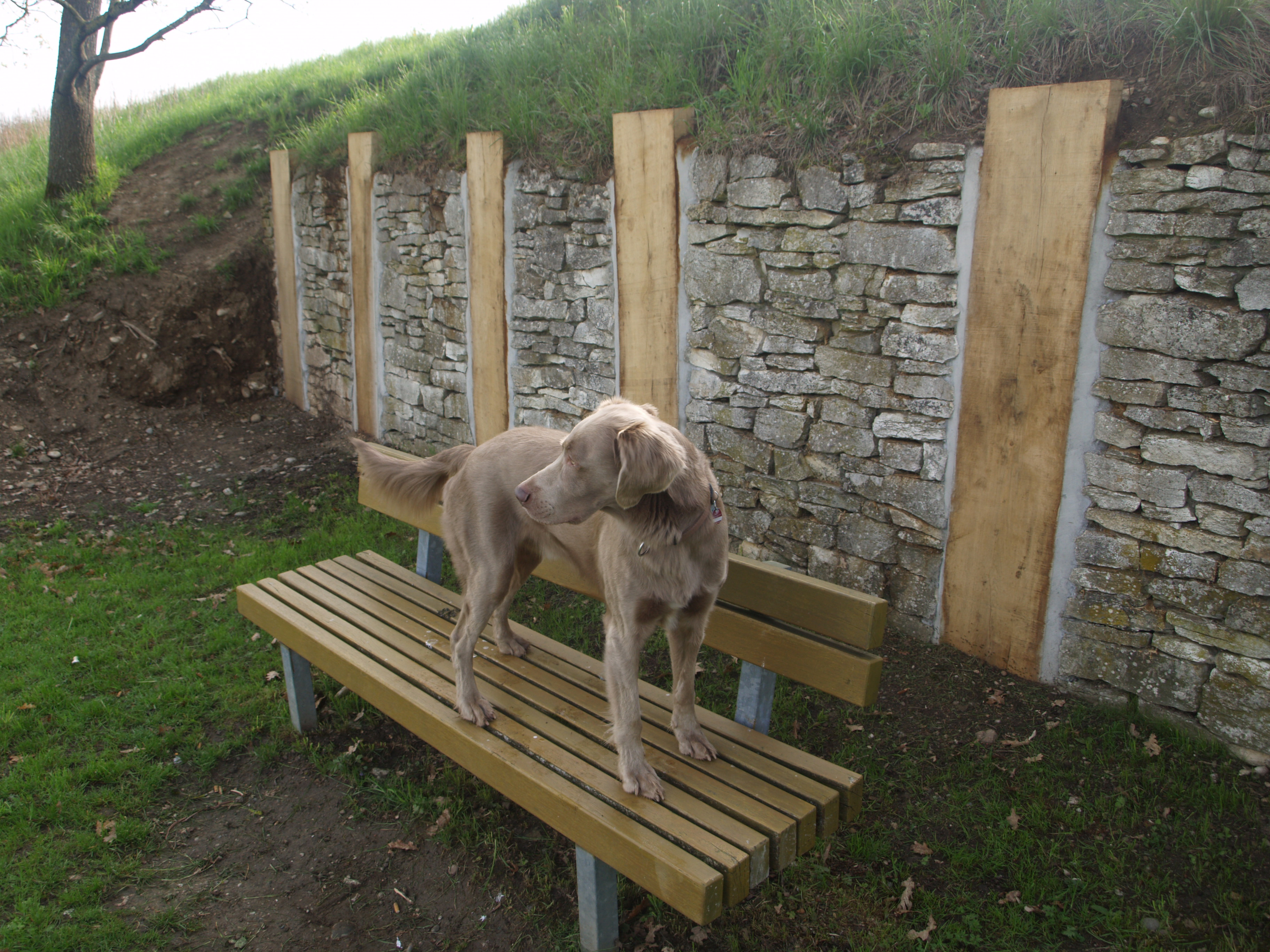
Die rekonstruierte Pfostenschlitzmauer im April 2016

Die als Schanze und Oppidum auf Schwaben (Jestetten-Altenburg) oder als spätkeltische Siedlung bei Altenburg-Rheinau bezeichnete Anlage war ein Oppidum an der heutigen deutsch-schweizerischen Grenze bei den Orten Altenburg, Ortsteil der Gemeinde Jestetten im Landkreis Waldshut, und Rheinau ZH. Auf Schwaben ist der alte Flurname der Halbinsel.

## Geschichte
Siedlungsreste belegen schon eine bronzezeitliche Besiedlung. Die latènezeitliche keltische Siedlung lag unterhalb des Rheinfalls bei Schaffhausen. Sie umfasste zwei beiderseits des Rheins gelegene Halbinseln, die durch Abschnittswälle und eine Pfostenschlitzmauer zu einem über drei Quadratkilometer großen Areal verbunden waren. Es wird davon ausgegangen, dass die Siedlung Mitte des 2. Jahrhunderts v. Chr. entstanden ist und um 15 v. Chr. weitgehend verlassen wurde, dem Zeitpunkt der Einrichtung des Römerlagers Dangstetten.

## Ausgrabungen
Die Ausgrabungen erfolgten unter wissenschaftlicher Leitung von Franz Fischer in den Jahren 1972 bis 1975 und 1977. Zahlreiche Importe aus dem Mittelmeerraum, aber auch Funde aus den germanischen Gebieten im Norden belegen die Bedeutung der Nord-Süd-Route, die beim Oppidum über den Rhein führte.
Gefunden wurden dort geprägte Büschelmünzen, eigentlich Regenbogenschüsselchen der Latènezeit, und das Altenburger Säule, ein Bronzeanhänger mit einem Eber und ein bronzenes Stierköpfchen, die als schönste Kleinkunstwerke der Kelten in Südbaden gelten. Sie sind im Archäologischen Museum Colombischlössle ausgestellt. Neben umfangreichen Keramikfunden wurden Bronze-, Eisen- und Glasverarbeitung nachgewiesen. Hinweise auf Werkstätten und nur wenige Waffen lassen darauf schließen, dass es sich vorrangig um eine Gewerbe- und Handelsniederlassung handelte. Die Waren wurden per Schiff über den Rhein und die Rhône aus dem Mittelmeerraum – hauptsächlich Wein, wie die Funde von bislang mehr als 14.000 Amphorenfragmenten nahelegen – hierher transportiert, entladen, verarbeitet und weiter gehandelt.
Im Sommer 2022 hat das Landesamt für Denkmalpflege weitere Ausgrabungen auf der Altenburger Halbinsel Schwaben durchgeführt. Drei kleine Grabungsflächen brachten Pfosten von Gebäudegrundrissen und große Vorratsgruben zutage. Die Gruben wurden nach dem Ende ihrer Nutzungszeit verfüllt und enthalten eine Vielzahl von Funden wie Gewandnadeln, Wagenteile und Keramikgefäße, die Auskunft über die Alltagskultur und das Leben der Menschen in der späten Eisenzeit geben. Vom weiteren Verlauf der Grabung und der Auswertung der gewonnenen Daten erhoffen sich die Archäologinnen und Archäologen, neue Hinweise auf die Wirtschaft und den Handel in der Siedlung zu bekommen.
Es gilt inzwischen als sicher, dass die gesamte Halbinsel Schwaben auf einer Fläche von rund 230 Hektar besiedelt war. Schätzungen zufolge lebten zwischen 2.000 und 5.000 Menschen in der keltischen Stadt.